# Lee Si-won
Lee Si-won (29 de agosto de 1987) es una actriz surcoreana.

## Carrera
En abril de 2019 se anunció que se había unido al elenco de la serie I Wanna Hear Your Song (también conocida como "Let Me Hear Your Son") donde dio vida a la psiquiatra pediátrica Hong Soo-young, la inteligente prima de Hong Yi-young (Kim Se-jeong).

## Filmografía

### Serie de televisión
| Año       | Título                     | Rol                  | Red             | Ref.        |
| --------- | -------------------------- | -------------------- | --------------- | ----------- |
| 2012      | Dream of the Emperor       | Princesa Boryang     | KBS1            |             |
| 2014      | God's Gift: 14 Days        | Lee Soo-jung         | SBS             |             |
| 2014      | Misaeng                    | Ha Jung-yeon         | tvN             |             |
| 2014      | Dr. Frost                  | Song Sul             | OCN             |             |
| 2014      | Run, Jang-mi               | Hwang Tae-hee        | SBS             |             |
| 2015      | Who Are You: School 2015   | Jung Min-young       | KBS2            |             |
| 2015      | Mrs.Cop                    | Kang Ji-yeon         | SBS             |             |
| 2015      | All About My Mom           | Yoo Ji-yeon          | KBS2            |             |
| 2015      | I Have a Lover             | Lee Hae-joo          | SBS             |             |
| 2015      | Beautiful You              | Kim Soo-jin          | MBC             |             |
| 2016      | Puck!                      | Ga Yeo-eun           | SBS             |             |
| 2016      | Marrying My Daughter Twice | Oh Yeong-chae        | SBS             |             |
| 2016      | Beautiful Mind             | Lee Si-hyeon         | KBS2            |             |
| 2018-2019 | Memorias de la Alhambra    | Lee Soo-jin          | tvN             |             |
| 2019      | I Wanna Hear Your Song     | Psiq. Hong Soo-young | KBS             |             |
| 2021      | Uncle                      | Song Hwa-eum         | TV Chosun, Viki | [ 3 ]       |
| 2022      | Adamas                     | Seretaria Yoon       | tvN             | [ 4 ]       |
| 2023-24   | Maestra: Strings of Truth  | Lee Ah-jin           | tvN             | [ 5 ] [ 6 ] |

### Cine
| Año  | Título        | Papel        |
| ---- | ------------- | ------------ |
| 2013 | 10 Minutos    | Song Eun-hye |
| 2014 | Tinker Ticker | Si-won       |
| 2014 | El Túnel      | Yoo-kyung    |